# Thondamuthur
Thondamuthur es una ciudad y nagar Panchayat situada en el distrito de Coimbatore en el estado de Tamil Nadu (India). Su población es de 11492 habitantes (2011). Se encuentra a 15 km de Coimbatore.

## Demografía
Según el censo de 2011 la población de Thondamuthur era de 11492 habitantes, de los cuales 5572 eran hombres y 5920 eran mujeres. Thondamuthur tiene una tasa media de alfabetización del 78,22%, superior a la media estatal del 80,09%: la alfabetización masculina es del 85,04%, y la alfabetización femenina del 71,84%.